# Parentia dubia
Parentia dubia är en tvåvingeart som först beskrevs av Octave Parent 1929.  Parentia dubia ingår i släktet Parentia och familjen styltflugor. Inga underarter finns listade i Catalogue of Life.